# ヨロッソ圏
ヨロッソ圏（ヨロッソけん、フランス語: Cercle de Yorosso）は、マリ共和国の地方行政区画でクーティアラ州を構成する圏のひとつ。行政の中心地はヨロッソにおかれる。下級単位のコミューンは2009年時点で9つあり、2009年の統計で人口は211,508人を数える。
2023年2月22日、行政区画再編によりシカソ州からクーティアラ州に移管され、一部のコミューンが分離した。

## コミューン
ヨロッソ圏には2009年時点で以下のコミューンがある。2023年2月22日の行政区画再編により、クーリーは単独の圏に昇格し、ウリケラなどのコミューンも新しい圏に移管となった。
- ブーラ (ヨロッソ圏)（fr:Boura (Yorosso)）
- カランガナ（fr:Karangana）
- キフォッソ 1（fr:Kiffosso 1）
- クーンビア（fr:Koumbia）
- クーリー (マリ共和国)（fr:Koury）
- マオウ (マリ共和国)（fr:Mahou (Mali)）
- メナンバ 1（fr:Ménamba 1）
- ウリケラ（fr:Ourikéla）
- ヨロッソ（fr:Yorosso）